# گویمرا
گویمرا (به اسپانیایی: Guimerá) یک منطقهٔ مسکونی در اسپانیا است که در اورژل واقع شده‌است. گویمرا ۲۵٫۸ کیلومتر مربع مساحت دارد ۵۵۵ متر بالاتر از سطح دریا واقع شده‌است.